# Saint-Laurent-de-Mure
Saint-Laurent-de-Mure és un municipi francès situat al departament del Roine i a la regió d'Alvèrnia-Roine-Alps. L'any 2007 tenia 4.914 habitants.

## Demografia

### Població
El 2007 la població de fet de Saint-Laurent-de-Mure era de 4.914 persones. Hi havia 1.811 famílies de les quals 374 eren unipersonals (179 homes vivint sols i 195 dones vivint soles), 561 parelles sense fills, 767 parelles amb fills i 109 famílies monoparentals amb fills.
La població ha evolucionat segons el següent gràfic:
Habitants censats

### Habitatges
El 2007 hi havia 1.918 habitatges, 1.838 eren l'habitatge principal de la família, 21 eren segones residències i 59 estaven desocupats. 1.568 eren cases i 347 eren apartaments. Dels 1.838 habitatges principals, 1.472 estaven ocupats pels seus propietaris, 313 estaven llogats i ocupats pels llogaters i 54 estaven cedits a títol gratuït; 19 tenien una cambra, 98 en tenien dues, 210 en tenien tres, 541 en tenien quatre i 969 en tenien cinc o més. 1.504 habitatges disposaven pel capbaix d'una plaça de pàrquing. A 706 habitatges hi havia un automòbil i a 1.029 n'hi havia dos o més.

### Piràmide de població
La piràmide de població per edats i sexe el 2009 era:
| Homes | Edats   | Dones |
| ----- | ------- | ----- |
| 0     | 95 o +  | 0     |
| 8     | 90 a 94 | 8     |
| 28    | 85 a 89 | 20    |
| 16    | 80 a 84 | 48    |
| 32    | 75 a 79 | 64    |
| 44    | 70 a 74 | 76    |
| 52    | 65 a 69 | 84    |
| 132   | 60 a 64 | 104   |
| 124   | 55 a 59 | 132   |
| 200   | 50 a 54 | 212   |
| 192   | 45 a 49 | 220   |
| 200   | 40 a 44 | 184   |
| 168   | 35 a 39 | 164   |
| 120   | 30 a 34 | 168   |
| 157   | 25 a 29 | 124   |
| 164   | 20 a 24 | 132   |
| 132   | 15 a 19 | 208   |
| 212   | 10 a 14 | 164   |
| 208   | 5 a 9   | 140   |
| 116   | 0 a 4   | 104   |

## Economia
El 2007 la població en edat de treballar era de 3.261 persones, 2.459 eren actives i 802 eren inactives. De les 2.459 persones actives 2.287 estaven ocupades (1.218 homes i 1.069 dones) i 173 estaven aturades (89 homes i 84 dones). De les 802 persones inactives 300 estaven jubilades, 314 estaven estudiant i 188 estaven classificades com a «altres inactius».

### Ingressos
El 2009 a Saint-Laurent-de-Mure hi havia 1.889 unitats fiscals que integraven 5.022 persones, la mediana anual d'ingressos fiscals per persona era de 22.227,5 €.

### Activitats econòmiques
Dels 305 establiments que hi havia el 2007, 7 eren d'empreses extractives, 8 d'empreses alimentàries, 1 d'una empresa de coc i refinatge, 4 d'empreses de fabricació de material elèctric, 1 d'una empresa de fabricació d'elements pel transport, 21 d'empreses de fabricació d'altres productes industrials, 50 d'empreses de construcció, 69 d'empreses de comerç i reparació d'automòbils, 27 d'empreses de transport, 11 d'empreses d'hostatgeria i restauració, 4 d'empreses d'informació i comunicació, 7 d'empreses financeres, 11 d'empreses immobiliàries, 49 d'empreses de serveis, 23 d'entitats de l'administració pública i 12 d'empreses classificades com a «altres activitats de serveis».
Dels 68 establiments de servei als particulars que hi havia el 2009, 1 era una gendarmeria, 1 oficina de correu, 1 una oficina bancària, 8 tallers de reparació d'automòbils i de material agrícola, 2 tallers d'inspecció tècnica de vehicles, 1 establiment de lloguer de cotxes, 1 autoescola, 4 paletes, 8 guixaires pintors, 8 fusteries, 8 lampisteries, 9 electricistes, 2 perruqueries, 1 agència de treball temporal, 5 restaurants, 3 agències immobiliàries, 1 tintoreria i 4 salons de bellesa.
Dels 27 establiments comercials que hi havia el 2009, 1 era un supermercat, 2 botiges de menys de 120 m², 7 fleques, 2 carnisseries, 2 llibreries, 4 botigues de roba, 1 una botiga d'equipament de la llar, 2 botigues d'electrodomèstics, 2 botigues de mobles, 1 una perfumeria i 3 floristeries.
L'any 2000 a Saint-Laurent-de-Mure hi havia 14 explotacions agrícoles que ocupaven un total de 648 hectàrees.

## Equipaments sanitaris i escolars
El 2009 hi havia 2 farmàcies i 1 ambulància.
El 2009 hi havia 1 escola maternal i 1 escola elemental. Saint-Laurent-de-Mure disposava d'un col·legi d'educació secundària amb 731 alumnes.

## Poblacions més properes
El següent diagrama mostra les poblacions més properes.